# Murajda F. Nándor
Murajda F. Nándor (Gyöngyös, 1870. december 2. – Budapest, 1898. április 23.) bölcseleti doktor, Ferenc-rendi szerzetes. 

## Életpályája
Murajda József és Gyürkis Anna szegény iparos szülők gyermeke. A gimnázium hat osztályát szülőhelyén végezte, majd ezután a Ferenc-rendiek közé lépett. Egy évi próbaidő után folytatta tanulmányait 1890-ig az egri főgimnáziumban, majd teológiát tanult. 1892-től segédtanár volt a gyöngyösi gimnáziumban. 1893 júliusában áldozópappá szentelték, ekkor a kolozsvári egyetemre küldték, ahol az első év végén alapvizsgát, másfél évre rá szakvizsgát tett és kevéssel azután bölcseletdoktori oklevelet nyert. A krétarajzban rendkívüli ügyességet fejtett ki; később a hegedű volt kedvelt hangszere. 1895-ben Kolozsvárról már betegen jött haza, Budapesten keresett gyógyulást, azonban itt 1898. április 23-án gümőkórban meghalt.
Cikke a gyöngyösi nagygymnasium Értesítőjében (1887. Döbrentei Erdélyi Múzeumának kritikai iránya. Ism Irodalomtört. Közlemények 1898.); írt a Gyöngyösi Lapokba és a Gyöngyösi Ujságba is. Dolgozott Mossóczy Mihály életrajzán is, de az 1897-ben sajtó alatt lévő kötet megjelenése Murajda halála miatt elmaradt.

## Műve
- A magyar kritika fejlődése, különös tekintettel Bajza József működésére. Eger, 1895.